# Miloslav Kabeláč
Miloslav Kabeláč (ur. 1 sierpnia 1908 w Pradze, zm. 17 września 1979 tamże) – czeski kompozytor i dyrygent.
W latach 1946–1955 był dyrektorem muzycznym czechosłowackiego radia. Jest autorem m.in. symfonii, passacaglii Mystérium času (1957), uwertury, muzyki kameralnej, Eufemias Mysterion na sopran i orkiestrę kameralną (1965), kantat i muzyki dla radia.